# UCI Continental Circuits
Az UCI Continental Circuits egy országúti kerékpáros versenysorozat, amelyet a Nemzetközi Kerékpáros Szövetség (UCI) rendez meg. A versenyek a rangsorban a UCI ProSeries alatt helyezkednek el, tulajdonképpen ez az országúti kerékpársport "harmadosztálya". A Continental Circuits-ot öt részre osztották fel kontinensek szerint: Európa (UCI Europe Tour), Afrika (UCI Africa Tour), Óceánia (UCI Oceania Tour), Ázsia (UCI Asia Tour) és Amerika (UCI America Tour). A versenyeken mind a WorldTeam, mind a ProTeam, mind a "kontinentális" csapatok részt vehetnek. Néha egyes országok válogatottai, amatőr és félprofi csapatok is meghívást kapnak.

## Kontinentális csapatok
Az egyes versenyeken az UCI WorldTeam, valamint UCI ProTeam csapatok mellett a kontinentális csapatok részvétele a legjellemzőbb. 
A kontinentális csapatok versenyzőinek száma 8-16 között mozog csapatonként. Nem minden versenyző "profi" versenyző. Vannak szakosodott versenyzők akik például pályakerékpárosok vagy cyclocrossosok.

#### Afrikai csapatok
| UCI-kód | Hivatalos név          | Ország |
| ------- | ---------------------- | ------ |
| BIG     | Benediction Ignite     | RWA    |
| PRO     | ProTouch               | RSA    |
| SUT     | Sidi Ali - Unlock Team | MAR    |

#### Amerikai csapatok
| UCI-kód | Hivatalos név                                        | Ország |
| ------- | ---------------------------------------------------- | ------ |
| EFD     | EF Education-NIPPO Develompent Team                  | USA    |
| HBA     | Hagens Berman Axeon                                  | USA    |
| LLA     | L39ion of Los Angeles                                | USA    |
| ILU     | Team Illuminate                                      | USA    |
| TND     | Team Novo Nordisk Development Team                   | USA    |
| TSL     | Team Skyline                                         | USA    |
| WGC     | Wildlife Generation Pro Cycling                      | USA    |
| AVF     | Agrupación Virgen de Fatima - San Juan Biker Motos   | ARG    |
| CTQ     | Chimbas Te Quiero                                    | ARG    |
| EGD     | Electro 3 - Gremios por el Deporte                   | ARG    |
| EMP     | Equipo Continental Municipalidad de Pocito           | ARG    |
| CSL     | Equipo Continental San Luis                          | ARG    |
| MDR     | Municipalidad de Rawson                              | ARG    |
| SEP     | Sindicato Empleados Públicos of San Juan             | ARG    |
| PTU     | Premier Tech U23 Cycling Project                     | CAN    |
| TOR     | Toronto Hustle                                       | CAN    |
| XSU     | XSpeed United Continental                            | CAN    |
| Y4M     | Yoeleo Test Team p/b 4Mind                           | CAN    |
| MBP     | Movistar - Best PC                                   | ECU    |
| -       | Saitel                                               | ECU    |
| BGE     | Team Banco Guayaquil - Ecuador                       | ECU    |
| CTA     | Colombia Tierra de Atletas - GW Bicicletas - Shimano | COL    |
| EHE     | Electro Hiper Europa - Caldas                        | COL    |
| MED     | Team Medellin - EPM                                  | COL    |
| JAV     | Java Kiwi Atlántico                                  | VEN    |
| STF     | Start Cycling Team                                   | VEN    |
| PCV     | Panamá es Cultura y Valores                          | PAN    |
| CAZ     | Canel's Zerouno                                      | MEX    |
| SCP     | Swift Carbon Pro Cycling Brasil                      | BRA    |

#### Ázsiai csapatok
| UCI-kód | Hivatalos név                           | Ország |
| ------- | --------------------------------------- | ------ |
| SLY     | China 361° Cycling Team                 | CHN    |
| GTC     | Gan Su Sports Lottery                   | CHN    |
| HEN     | Hengxiang Cycling Team                  | CHN    |
| HBR     | Holy Brother Cycling Team               | CHN    |
| MSS     | Max Success Sports                      | CHN    |
| TYD     | Qinghai Tianyoude Cycling Team          | CHN    |
| AZC     | Azad University Cross Team              | IRN    |
| MSK     | Mes–Kerman                              | IRN    |
| TPT     | Tabriz Petrochemical Cycling Team       | IRN    |
| AS2     | Continental Team Astana                 | KAZ    |
| AIS     | Aisan Racing Team                       | JPN    |
| BGT     | Bridgestone Anchor                      | JPN    |
| CSZ     | Cannondale–SpaceZeroPoint               | JPN    |
| MTR     | Matrix Powertag                         | JPN    |
| SMN     | Shimano Racing Team                     | JPN    |
| PPO     | Team Nippo                              | JPN    |
| UKO     | Team Ukyo                               | JPN    |
| BLZ     | Utsunomiya Blitzen                      | JPN    |
| GGC     | Geumsan Ginseng Cello                   | KOR    |
| KSP     | KSPO                                    | KOR    |
| SCT     | Seoul Cycling Team                      | KOR    |
| TSI     | OCBC Singapore Continental Cycling Team | SIN    |
| TSG     | Terengganu Pro Asia Cycling Team        | MAS    |
| ACT     | Action Cycling Team                     | TWN    |
| RTS     | RTS Racing Team                         | TWN    |
| TSM     | Team Senter–Merida                      | TWN    |

#### Európai csapatok
| UCI-kód | Hivatalos név                        | Ország |
| ------- | ------------------------------------ | ------ |
| KTM     | Arbö-Gebrüder Weiss–Oberndorfer      | AUT    |
| RAD     | RC Arbö Wels–Gourmetfein             | AUT    |
| VBG     | Team Vorarlberg                      | AUT    |
| TIR     | Tirol Cycling Team                   | AUT    |
| WSA     | WSA–Viperbike Kärnten                | AUT    |
| SKT     | An Post–Sean Kelly                   | BEL    |
| BKP     | BKCP–Powerplus                       | BEL    |
| CMD     | Colba–Superano Ham                   | BEL    |
| FAA     | Forem–Actiris                        | BEL    |
| JVC     | Jong Vlaanderen Cycling Team         | BEL    |
| PCW     | Lotto–Pôle Continental Wallon        | BEL    |
| SUN     | Sunweb–Revor                         | BEL    |
| FID     | Telenet–Fidea                        | BEL    |
| WBC     | Wallonie Bruxelles–Crédit Agricole   | BEL    |
| LOB     | Loborika Favorit Team                | CRO    |
| MKT     | Meridiana Kamen Team                 | CRO    |
| ASP     | AC Sparta Praha                      | CZE    |
| ADP     | ASC Dukla Praha                      | CZE    |
| PSK     | Whirlpool–Author                     | CZE    |
| BWC     | Blue Water Cycling                   | DEN    |
| CWO     | Christina Watches–Onfone             | DEN    |
| DKK     | Designa Køkken–Knudsgaard            | DEN    |
| GLU     | Glud & Marstrand-LRØ                 | DEN    |
| JJS     | J.Jensen–Sandstød Salg Og Event      | DEN    |
| VPC     | Team Concordia Forsikring–Himmerland | DEN    |
| TTF     | Tre–For                              | DEN    |
| VMC     | Burgos 2016–Castilla y León          | ESP    |
| ORB     | Orbea                                | ESP    |
| BIG     | Big Mat–Auber 93                     | FRA    |
| LPM     | La Pomme Marseille                   | FRA    |
| RLM     | Roubaix–Lille Métropole              | FRA    |
| VRU     | Véranda Rideau–Super U               | FRA    |
| EDR     | Endura Racing                        | GBR    |
| NGR     | Node 4–Giordana Racing               | GBR    |
| RCS     | Rapha Condor–Sharp                   | GBR    |
| IGS     | Team IG–Sigma Sport                  | GBR    |
| RAL     | Team Raleigh–GAC                     | GBR    |
| UKY     | UK Youth Cycling                     | GBR    |
| LKT     | LKT Team Brandenburg                 | GER    |
| TSP     | Nutrixxion–Abus                      | GER    |
| TTR     | Raiko–Stölting                       | GER    |
| TRS     | Team Eddy Merckx–Indeland            | GER    |
| THF     | Team Heizomat                        | GER    |
| NSP     | Team NSP–Ghost                       | GER    |
| SCS     | Team Specialized Concept Store       | GER    |
| TET     | Thüringer Energie Team               | GER    |
| TKT     | Gios Deyser–Leon Kastro              | GRE    |
| SPT     | SP Tableware Cycling Team            | GRE    |
| OHT     | Ora Hotels                           | HUN    |
| MIE     | Miche–Guerciotti                     | ITA    |
| IDE     | Team Idea                            | ITA    |
| WIT     | Team WIT?                            | ITA    |
| ALB     | Alpha Baltic–Unitymarathons.com      | LAT    |
| RBD     | Rietumu–Delfin                       | LAT    |
| LET     | Leopard–Trek Continental Team        | LUX    |
| CCD     | Team Differdange–Magic–Sportfood.de  | LUX    |
| RIJ     | Cycling Team De Rijke                | NED    |
| CJP     | Cycling Team Jo Piels                | NED    |
| KOG     | Koga Cycling Team                    | NED    |
| MET     | Metec Continental Cycling Team       | NED    |
| RB3     | Rabobank Continental Team            | NED    |
| AUC     | Argon 18–Unaas Cycling               | NOR    |
| FRT     | Frøy–Trek                            | NOR    |
| TMB     | Team Joker Merida                    | NOR    |
| TNS     | Oneco–Mesterhus Cycling Team         | NOR    |
| PBC     | Plussbank BMC                        | NOR    |
| KRA     | Ringeriks–Kraft Look                 | NOR    |
| OHR     | Team Øster Hus–Ridley                | NOR    |
| BGZ     | Bank BGZ                             | POL    |
| BDC     | BDC–Marcpol Team                     | POL    |
| CCC     | CCC Polkowice                        | POL    |
| WIB     | Wibatech–LMGK Ziemia Brzeska         | POL    |
| PRT     | Carmin–Prio                          | POR    |
| EFG     | Efapel–Glassdrive                    | POR    |
| LAR     | LA–Antarte                           | POR    |
| BOA     | Onda                                 | POR    |
| TCT     | Tusnad Cycling Team                  | ROU    |
| TIK     | Itera–Katyusa                        | RUS    |
| LOK     | Lokosphinx                           | RUS    |
| ADR     | Adria Mobil                          | SLO    |
| RAR     | Radenska                             | SLO    |
| SAK     | Sava                                 | SLO    |
| ZAN     | Partizan Powermove                   | SRB    |
| ARH     | Atlas Personal–Jakroo                | SUI    |
| PYB     | Price Your Bike                      | SUI    |
| DUK     | Dukla Trencin–Trek                   | SVK    |
| TCC     | Team Cykelcity.se                    | SWE    |
| KTS     | Konya–Torku Seker Spor               | TUR    |
| MNS     | Salcano–Manisaspor Cycling Team      | TUR    |
| AMO     | Amore & Vita                         | UKR    |
| ISD     | ISD–Lampre Continental               | UKR    |
| KLS     | Kolss Cycling Team                   | UKR    |

#### Óceániai csapatok
| UCI-kód | Hivatalos név               | Ország |
| ------- | --------------------------- | ------ |
| DPC     | Drapac Professional Cycling | AUS    |
| GEN     | Genesys Wealth Advisers     | AUS    |
| BFL     | Team Budget–Forklifts       | AUS    |
| JAI     | Team Jayco–AIS              | AUS    |
| VAU     | V Australia                 | AUS    |
| PBR     | PureBlack Racing            | NZL    |
| SUB     | Subway Cycling Team         | NZL    |

## Ranglista
Mind az öt "Circuits"-ben létezik egyéni, nemzeti, csapat és U23-as ranglista, hasonlóan az UCI-világranglistához.

### Csapat ranglista
A csapat ranglista úgy alakul ki, hogy a csapat versenyzői közül az egyéni ranglistán szereplő legjobb nyolc pontjait összeadják.

### Nemzeti ranglista
A nemzeti ranglista úgy alakul ki, hogy az ország versenyzői közül az egyéni ranglistán szereplő legjobb tíz pontjait összeadják.